# Gemmi Pass

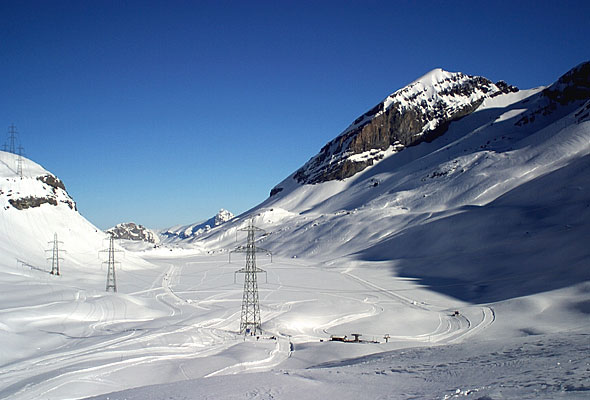
Gemmi Pass

Gemmi Pass este o trecătoare din Alpii Bernezi, la o altitudine de 2314 metri. Face legătura între Kandersteg și faimoasa stațiune de băi termale Lukerbad. Este situată la nord-est de Sierre și de alte stațiuni din Valais.